# (31871) 2000 EA105
2000 EA105 (asteroide 31871) é um asteroide da cintura principal. Possui uma excentricidade de 0.24253730 e uma inclinação de 10.45497º.
Este asteroide foi descoberto no dia 11 de março de 2000 por LONEOS em Anderson Mesa.